# حسين أباد كردها (إسفراين)
حسين‌ أباد كردها (بالفارسية: حسین‌آباد کردها) هي قرية تقع في قسم زرق‌آباد الريفي (مقاطعة إسفراين) في إيران. يقدر عدد سكانها بـ 274 نسمة .